# テレビ朝日クリエイト
株式会社テレビ朝日クリエイト（テレビあさひクリエイト、英: TV Asahi Create Corporation）は、テレビ朝日の子会社で、テレビ・映画等の美術・CG、放送用等字幕制作・放送用等システム開発、イベントプロデュースを行う企業。

## 会社概要

### 所在地
- 〒106-0031　東京都港区西麻布1丁目2-9　EXタワー8階

### 沿革
- 1991年 4月1日  設立
- 2011年  3月　   テレビ朝日の完全子会社に
- 2011年11月　   グループ内字幕関連事業を事業譲受

### 業務拠点
- テレビ朝日本社　アーク放送センター　ＥＸタワープラス　若葉台メディアセンター　シャトーアメーバ

## 補足
- テレビ朝日・朝日放送テレビ等のテレビ朝日系列局以外の放送局等で美術・CG関係を担当する際には、スタッフロールに『TACreate』で表記することが多い。2008年4月に『tac』から変更した。
- VFX、モーションエフェクト、3DCGなどの映像制作を担う部門のブランドとして、2007年4月から『4d』を設ける。

## 主な美術等協力会社
- 大道具　俳優座劇場 舞クリエーション ダダ  シミズオクト  ムラヤマ  つむら工芸
- 建具　マエヤマ
- 装飾・小道具・持道具　テレフィット 高津装飾美術 東京美工 京映アーツ KFライズ
- アクリル装飾　フルールノンノン  ヤマモリ
- 電飾　コマデン  ワンダーライト
- 電飾・特殊装置　テルミック
- 特殊効果　東京特殊効果  パイロテック
- 衣裳　東京衣裳 松竹衣裳
- 美粧　川口カツラ店  マービィ  山田かつら
- 植木装飾　アサヒ植木装飾
- 生花装飾　フルールノンノン  花音
- 特殊書き物・ミニチュア　伊佐梅
- ＣＧ・テロップ　デジデリック  東京美術
- イベント　シンテイトラスト  サウンズグッド
- 輸送　奥住運輸

## 制作実績
（凡例）無：全て美術担当（美術プロデューサー・美術ディレクター・セットデザイン・美術進行・CG・字幕）、※：セットデザイン・美術進行を担当、◎：美術進行のみ担当。

### イベント・店舗等施工関係
- 十日町雪まつり（第60～62回）
- 新潟テレビ21レクスンスタジオ施工
- 琉球朝日放送スタジオ施工

### 団体
- BS朝日
- テレビ朝日映像
- テイクシステムズ
- 日本ケーブルテレビジョン
- テレテック
- 東京サウンドプロダクション（旧ビデオ・パック・ニッポン）